# Dragon Age II
Dragon Age II è un videogioco di ruolo d'azione sviluppato da Bioware e pubblicato da Electronic Arts per PlayStation 3, Xbox 360 e Microsoft Windows. Costituisce il secondo capitolo della saga di Dragon Age, sequel di Dragon Age: Origins. Il gioco è uscito l'8 marzo 2011 in Nord America e l'11 marzo 2011 in Europa.

## Trama

### Prologo
Nel prologo il nano Varric si accinge a raccontare a Cassandra Pentaghast, Cercatrice della Chiesa, la storia di Hawke, un umano diventato il Campione di Kirkwall e direttamente coinvolto in eventi che hanno scosso tutto il Thedas. La storia inizia poco dopo la disfatta ad Ostagar dell'esercito fereldiano ad opera dei Prole Oscura. Hawke è un rifugiato (o rifugiata, a seconda della scelta del giocatore) originario del villaggio di Lothering, situato nel regno del Ferelden (in cui era ambientato il precedente Dragon Age: Origins), il quale, per sfuggire all'invasione della prole oscura, si dirige insieme alla sua famiglia a Kirkwall, città della regione nota come Liberi Confini. Oltre ad Hawke il gruppo è composto da sua madre Leandra e dai fratelli minori Carver e Bethany (quest'ultima una maga). Durante la fuga uno dei fratelli morirà a causa dei Prole Oscura, in base alla classe scelta per il/la protagonista: se è un mago muore Bethany, altrimenti morirà Carver. Una volta a Kirkwall, i fuggiaschi riescono a mettersi in contatto con Gamlen, fratello di Leandra, il quale rivela di essere stato costretto a vendere la tenuta di famiglia per saldare dei debiti da lui contratti. Hawke è così costretto a lavorare per un anno o con dei mercenari o con dei contrabbandieri per rimborsare il denaro necessario che gli presteranno in modo da entrare in città.

### Atto 1
Finito il prologo, la storia riprende un anno dopo l'arrivo di Hawke a Kirkwall (e un anno dopo la conclusione degli eventi di Dragon Age: Origins). Hawke cerca di partecipare ad una spedizione nelle Vie Profonde, ma per fare ciò deve diventare socio in affari di Barthrand Tethras, e raccogliere quindi un quantitativo di denaro per finanziare la spedizione. Con l'aiuto di Varric, fratello di Barthrand, e altri personaggi che il giocatore potrà reclutare tra una missione secondaria e l'altra, Hawke racimola il denaro necessario e può quindi partire con i suoi compagni e Barthrand e il suo gruppo per le Vie Profonde. Avventurandosi tra le antiche rovine naniche infestate dai Prole Oscura sopravvissuti al Flagello, la spedizione giunge in rovine ancestrali mai viste prima, dove Hawke ed i suoi amici trovano uno strano idolo di lyrium rosso. Qui Barthrand pare impazzire: scappa con l'idolo e rinchiude il fratello, Hawke e i loro amici in una cripta, dichiarando di non voler dividere i profitti. Il gruppo riesce ad uscire e a tornare a casa anche con una buona scorta d'oro, ma vi è un altro imprevisto: se si sceglie di portare Bethany o Carver, al termine della missione uno dei due manifesterà i sintomi della corruzione, letale malattia trasmessa dai Prole Oscura. Se nel party vi sarà anche Anders, (un mago ed ex Custode Grigio) consiglierà a Bethany/Carver di entrare nei Custodi Grigi per salvarsi dalla morte. Hawke può anche rifiutare questa prospettiva e lasciare il parente a morire. Nel caso invece si fosse scelto di lasciare il fratello/la sorella di Hawke a Kirkwall, al suo ritorno li ritroverà arruolati nel Circolo (Bethany) o nei Templari (Carver). In entrambi i casi, Bethany/Carver lascerà il gruppo permanentemente.

### Atto 2
Passano quindi tre anni e le vicende del secondo atto riguardano per lo più lo stazionamento del popolo dei Qunari a Kirkwall, giunti in città all'inizio del primo atto e mai più ripartiti dopo il loro sbarco. C'è una grande diffidenza nei confronti di questo popolo, ed Hawke, diventato/a nobile grazie ai tesori ritrovati nelle Vie Profonde è chiamato dal visconte della città a risolvere la situazione. Tra una missione e l'altra l'Arishok spiega ad Hawke che loro sono giunti in città per recuperare una reliquia della loro religione che gli è stata sottratta e non torneranno a casa finché non l'avranno trovata. Hawke dovrà vedersela con molte persone, sia popolani che altolocati, che vorrebbero cacciar via i Qunari con le armi e non fanno altro che aumentare le tensioni. Nel finale dell'atto si scopre che è stato proprio uno dei compagni di Hawke, la piratessa Isabela, a rubare la reliquia dei Qunari e successivamente a perderla. Trovata la reliquia, Isabela però la prenderà e scapperà. La situazione precipiterà rapidamente: l'Arishok, stanco degli attacchi alla sua gente da parte degli umani di Kirkwall e disgustato dalla corruzione e dal male della città passerà all'offensiva con i suoi Qunari. Hawke e i suoi amici si mobilitano così per difendere Kirkwall. L'epilogo delle lotte avviene nel palazzo del Visconte, ucciso dall'Arishok. Se l'amicizia con Isabela è abbastanza alta, essa tornerà con la reliquia per riportarla e, in base al comportamento del giocatore, potrebbe tornare nel gruppo o no. Se ritorna si può scegliere se difenderla e duellare all'ultimo sangue con l'Arishok, o consegnarla al capo dei Qunari, chiudendo l'atto senza ulteriori spargimenti di sangue, ma perdendola definitivamente. In ogni caso la città sarà salva e il duello con il leader dei Qunari porterà Hawke a essere conosciuto come il Campione di Kirkwall.

### Atto 3
Attraverso la narrazione di Varric passano altri tre anni e si giunge all'ultimo atto, focalizzato sullo scontro tra maghi e templari. La situazione tra le due fazioni precipita drammaticamente: Meredith, la comandante dei Templari, usa un pugno di ferro sempre più pesante nei loro confronti, spinta da un palese odio, mentre alcuni maghi rispondono usando la proibitissima magia del sangue, atto che va ad incentivare i metodi di Meredith. Nel drammatico finale Anders, spinto dall'odio contro i templari di Meredith, distrugge la Chiesa con un esplosivo magico e spinge Meredith a invocare il Diritto di Annullamento, un provvedimento speciale che permette ai Templari di uccidere chiunque pratichi la magia nel luogo in cui risiedono. Il Campione non potrà rimanere neutrale e dovrà schierarsi o con i templari oppure difendere i maghi (in base alla scelta e al rapporto che ha con loro, alcuni membri del gruppo potranno lasciarlo per unirsi alla fazione che Hawke decide di non appoggiare). Indipendentemente dalla fazione scelta il giocatore dovrà fronteggiare prima Orsino, il Primo Incantatore, che cedendo alla rabbia e alla disperazione usa la magia del sangue per trasformarsi in un grottesco abominio, e poi Meredith, che si rivelerà in possesso di una spada fatta con il lyrium rosso preso da Barthrand stesso. L'oggetto l'ha evidentemente fatta impazzire facendo leva sulla sua antipatia per i maghi, e l'ha resa un essere dotato di abilità e poteri sovrumani. Una volta uccisa, Hawke ed i compagni superstiti lasceranno Kirkwall o, se alleatosi/alleatasi con i templari, diventerà il nuovo Visconte della città.

### Epilogo
Finito il racconto di Varric a Cassandra, viene rivelato che a causa di ciò che accadde quella notte i maghi di tutto il Thedas si sono ribellati contro i templari e la Chiesa, e il Campione è il loro simbolo di libertà o di repressione (a seconda della scelta finale del giocatore). Cassandra sta cercando il Campione perché possa dare una mano a rimettere a posto le cose, ma egli è sparito e nemmeno Varric sa dove sia. Più tardi la donna s'incontra con Leliana (una dei protagonisti del precedente capitolo della saga) e le dice e che sia Hawke che il Custode, se sopravvissuto, (protagonista di Dragon Age: Origins) sono misteriosamente spariti.

## Modalità di gioco
La struttura di gioco è simile a quella di altri titoli del genere ruolistico: il giocatore all'inizio può scegliere il sesso e la classe del proprio personaggio (guerriero, ladro o mago), ma non la razza che sarà esclusivamente umana. Man mano che progredisce nel gioco attraverso una combinazione di esplorazione, combattimenti e dialoghi, raggruppati in singole missioni (o 'quest'), tra loro legate più o meno intensamente, il personaggio così scelto accumula 'punti esperienza' che lo conducono a raggiungere livelli di potere progressivamente crescenti, sbloccando nuove abilità e capacità. Emulando la struttura di un romanzo, il gioco è diviso in capitoli (un prologo e tre atti), attraverso i quali si dipanano la trama e le storie dei vari personaggi. Il giocatore può avvalersi del supporto di diversi alleati (fino ad un numero massimo di tre), ognuno dalla personalità e dalle attitudini ben definite. Ogni personaggio, infatti (così come il protagonista) ha un albero di abilità uniche nonché armature personalizzabili (anche se non intercambiabili tra i diversi membri del gruppo); si conta inoltre una discreta varietà di armi, alcune delle quali si possono potenziare attraverso speciali rune. Il combattimento, in particolare, si caratterizza per essere più frenetico e semplificato rispetto al predecessore Dragon Age: Origins.
Importante è la struttura a scelta multipla dei dialoghi, che però solo in alcuni momenti significativi della storia producono effetti sull'evolversi della trama, essenzialmente imperniata sullo scontro tra la fazione dei maghi e quella dei templari. Per il resto, le diverse opzioni di dialogo producono conseguenze sui rapporti che il protagonista intrattiene con i membri del proprio gruppo, i quali potranno giungere al punto di innamorarsene o divenirne nemici. A differenza di Origins, tuttavia, non è più presente una lista di frasi selezionabili ma una ruota di tre possibili risposte di diversa natura (calma, neutrale o aggressiva) e il personaggio principale è doppiato, rendendo il sistema di dialoghi molto simile a quello di un'altra celebre serie di BioWare, Mass Effect.
Uno dei tratti originali dei titoli appartenenti alla serie di Dragon Age è la grande abbondanza di sangue, espressioni scurrili e scene di sesso 'soft', con evidente allontanamento dall'approccio favolistico e ingenuo di altri giochi di ruolo per computer appartenenti al genere fantasy.
La semplificazione del combattimento, la scelta nei dialoghi diminuita, la presenza della sola razza umana giocabile e soprattutto la ripetizione di dungeon identici (nonché la breve durata del titolo rispetto al precedente ed al successore) hanno scatenato diverse critiche da parte dei fan e delle riviste che hanno fatto di questo secondo capitolo della serie quello meno apprezzato e con voti più bassi. Va però asserito che il lavoro di introspezione realizzato sul protagonista è davvero apprezzabile ed aggiunge comunque un certo carattere all'opera in sé.

## Personaggi
Hawke può reclutare diversi compagni, con i quali può anche intrattenere una relazione d'amicizia che può variare da un senso di lealtà ad uno di rivalità a seconda dell'atteggiamento adottato dal giocatore.
Coi compagni si possono avere anche relazioni amorose, a parte che con Bethany e Carver, suoi stretti parenti, e il nano Varric. Queste relazioni al di fuori dell'amicizia sono possibili solo in determinate condizioni, scegliendo determinate risposte in alcune discussioni con i vari personaggi e, a volte, solo regalando a questi personaggi determinati oggetti. A differenza di Dragon Age: Origins, il sesso di Hawke non andrà a influenzare nessuna delle relazioni: si potranno avere relazioni amorose sia eterosessuali che omosessuali, a parte quella con Sebastian, esclusivamente etero con un Hawke femmina.
I personaggi reclutabili sono:
- Bethany e Carver - gemelli, fratello e sorella di Hawke; uno dei due morirà obbligatoriamente durante il prologo, a seconda della classe scelta dal giocatore (se viene scelta la classe "mago" morirà Bethany, mentre se viene scelta la classe "guerriero" o "ladro" morirà Carver).
- Varric - nano e narratore della storia, fratello di Barthrand, inseparabile dalla sua balestra Bianca.
- Aveline - guerriera incontrata durante il prologo, mentre combatte la Prole Oscura con il marito templare. Diventerà capitana delle guardie.
- Merrill - elfa dalish esperta nella magia del sangue, e per questo respinta dal suo popolo.
- Isabela - ex piratessa già apparsa in un ruolo minore in Dragon Age: Origins.
- Fenris - un elfo abile in combattimento, ex schiavo nell'Impero Tevinter e ora fuggitivo.
- Anders - mago eretico già apparso in Dragon Age: Origins - Awakening, ora fusosi con uno spirito della giustizia.
- Sebastian - abile arciere dalle nobili origini, aggiunto nel DLC Il principe esiliato.

## DLC e contenuti scaricabili
L'acquisto dei cosiddetti "Bioware Points" sul sito ufficiale della software house Bioware consente di scaricare contenuti aggiuntivi (DLC) che ampliano l'esperienza di gioco della campagna ufficiale o che rendono disponibili avventure a sé stanti.
Per PlayStation 3 e Xbox 360, invece, è possibile acquistare i contenuti tramite carte prepagate.

### L'emporio nero
Scaricando tale DLC nella mappa di Kirkwall compare un nuovo scenario, chiamato appunto Emporio Nero, dove si potranno acquistare oggetti molto rari, modificare l'aspetto del protagonista, ed acquisire un mabari da guerra che potrà essere utilizzato in qualunque momento nelle battaglie.

### Il principe esiliato
Questo DLC permette di reclutare un nuovo compagno nel gruppo, ovvero Sebastian Vael, con incluse alcune quest a lui dedicate.

### Legacy
Nel DLC Hawke e la sua famiglia sono braccati da alcuni individui che intendono prelevare il loro sangue. Il protagonista, per scoprire il motivo dell'attacco, dovrà recarsi ad un'antica torre dei Custodi Grigi per dare inizio all'avventura e affrontare un antico male, risalente alle origini della Prole Oscura.

### Il marchio dell'assassino
Ultimo DLC reso disponibile per Dragon Age II. Scaricandolo si effettua un incontro casuale con un'elfa chiamata Tallis che chiederà aiuto a Hawke nel recuperare un misterioso gioiello, custodito in una tenuta fuori dalle mura di Kirkwall. Tallis farà parte del gruppo fino a quando non si terminerà tale missione.

## Accoglienza
La rivista Play Generation diede alla versione per PlayStation 3 un punteggio di 88/100, apprezzando lo sviluppo aperto, gli eventi che cambiavano a seconda delle scelte del giocatore e le numerose opzioni e come contro i caricamenti lunghissimi, i difetti grafici e il doppiaggio inglese non sempre al massimo, finendo per trovarlo un GdR con i suoi difetti, ma emozionante, divertente e ricco di dettagli "gustosi", consigliandolo apertamente agli amanti delle storie "Made in BioWare".

## Sequel
Nel 2014 è uscito il seguito denominato Dragon Age: Inquisition.